# Zethus magnus
Zethus magnus (лат.) — вид одиночных ос рода Zethus из семейства Vespidae (Eumeninae), обитающий в Неотропике (Бразилия; Суринам; Перу; Боливия).

## Описание
Мелкие осы, длина около 1 см. Основная окраска чёрная (мезосома и метасома без жёлтых/белых отметин). Более коренастый, чем другие члены группы Zethus mexicanus. Макропунктура крупная. У самцов развит кондилярный киль. Клипеус с плотной макропунктурой. Вид считается редким по сравнению с Z. brasiliensis и Z. mexicanus. Самец сходен с Z. brasiliensis, за исключением полностью чёрной окраски; мандибула с кондилярным килем; скутум сильно изогнут; петиоль с резким расширением; скульптура с плотной и грубой макропунктировкой, напоминающая поверхность кожи; наличник с грубой, плотной и глубокой пунктировкой; хетаксия более плотная, толстая и желтоватая. Самка как описано у самца, за исключением: мандибула без кондилярного киля; вершина усика не завёрнута; клипеус без вогнутости и апикальных зубцов; мандибула 4-зубчатая с третьим зубом моляриформным; скульптура с менее грубой макропунктурой.
Последний антенномер самцов округлый; антенна самца закручена апикально; межантенальный киль присутствует у самцов; наличник самки макропунктированный, перемежающийся микростриалями; затылок сильно вогнут; нотаули отсутствуют; тегула расширена назад; средние голени с одной развитой апикальной шпорой; латеральный проподеальный киль неполный; проподеум без дорсального отверстия. Усики 12-члениковые у самок и 13-члениковые у самцов.
Входит в видовую группу Zethus mexicanus. В группу включают несколько видов, в том числе Zethus brasiliensis, Z. magnus, Z. mexicanus и Z. waldoi.